# 教義部
教義部（拉丁語：Dicasterium pro Doctrina Fidei），又譯為信理部，是罗马教廷圣部之首，所在地為義大利羅馬教義部宮。其前身是羅馬宗教裁判所。教義部是負責頒佈和捍衛天主教教義的部門，唯一功能是負責“傳播健全的天主教教義，並保護那些因新興的、不可接受的教義，而疑似處於危險中的基督教傳統”，即保護教會免受異端邪說的危害。

## 歷史
教義部是羅馬教廷九個聖部中歷史最悠久的一個，袭承自宗教裁判所。這個教廷中最重要的部門，是由時任教宗保祿三世於1542年建立。在1904年，教義部被教宗庇護十世改名為“至聖聖部”。1965年12月7日，部門名稱改為“神聖信仰教理部”。1985年起，其名稱中不再使用“神聖”一詞。2019年1月17日，教宗方濟各決定將「天主的教會」宗座委員會的工作也全部交給教義部。

## 簡介
據教宗若望保祿二世在1988年6月22日頒布的宗徒憲章第48章及第50章中所言：“教義部本身的義務是推動並保護天主教世界信與德的教義。”因此，教義部具有管理一切與推動保護教義這一問題有任何联系的事物的權限。“教義部一對一或成組地，如同可信的信理導師般幫助主教們運作其部門。教義部是一個承擔推動、捍衛信仰完整性的義務的聖部。”
教義部職權也包括調查天主教內所有嚴重罪行，如褻瀆聖體，褻瀆和好聖事的神聖性，及神父猥褻與性侵十八歲以下兒童。事實上，作為信德的推手，曾在媒體上紛紛揚揚的神父戀童癖問題就是由這一部門處理的。其下屬機構有國際神學委員會、宗座聖經委員會及宗座神學委員會。信理部部長也依據其職權兼任（Ex officio）三個委員會的主席。

## 构成

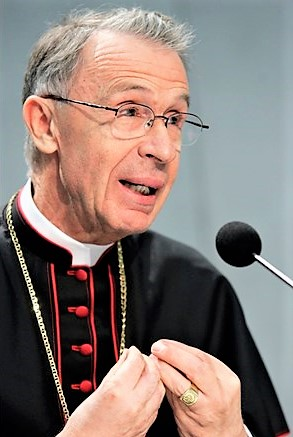
前任部長路易斯·拉達利亞·費勒樞機

信理部榮休部長是德國籍的格哈德·路德維希·繆勒樞機，現任部長為阿根廷籍的维笃·厄玛努耳·费尔南德斯樞機。
前任秘書長是義大利籍的賈科莫·莫蘭迪總主教
- 部長
- 部秘書長
- 秘書長助理
- 副秘書長
- 部員25人：包括樞機主教，總主教，宗主教及主教
- 顧問28人：包括聖典學者。
- 神學家33人（來自平信徒）